# Zgorzelec (województwo wielkopolskie)
Zgorzelec – wieś w Polsce położona w województwie wielkopolskim, w powiecie kępińskim, w gminie Rychtal.
W latach 1975–1998 miejscowość należała administracyjnie do województwa kaliskiego.